# Argoptochus subsignatus
Argoptochus subsignatus — вид долгоносиков-скосарей из подсемейства Entiminae.

## Распространение
Распространён в России, на Украине, в Венгрии и Болгарии.

## Описание
Жук длиной 2,5—3 мм. Переднеспинка на диске с двумя тёмными полосками, между которыми светлая полоса из более густых светлых чешуек, такие же светлые полоски есть и на бкахпереднеспинки. На шве перед серединой надкрылий тёмное пятно, остальной верх в серебристо-серых или зеленоватых чешуйках.